# Daniëlle Kuikstra
Daniëlle Kuikstra (7 maart 1995) is een Nederlands voetbalster die sinds de zomer van 2013 uitkomt voor sc Heerenveen dat uitkomt in de Women's BeNe League.

## Carrièrestatistieken
| Seizoen                       | Club            | Land            | Competitie          | Competitie | Competitie | Beker | Beker | Internationaal | Internationaal | Overig | Overig | Totaal | Totaal |
| Seizoen                       | Club            | Land            | Competitie          | Wed.       | Dlp.       | Wed.  | Dlp.  | Wed.           | Dlp.           | Wed.   | Dlp.   | Wed.   | Dlp.   |
| ----------------------------- | --------------- | --------------- | ------------------- | ---------- | ---------- | ----- | ----- | -------------- | -------------- | ------ | ------ | ------ | ------ |
| 2013/14                       | sc Heerenveen   | Nederland       | Women's BeNe League | 18         | 4          | 0     | 0     | –              | –              | –      | –      | 18     | 4      |
| 2014/15                       | sc Heerenveen   | Nederland       | Women's BeNe League | 5          | 2          | 0     | 0     | –              | –              | –      | –      | 5      | 2      |
| Carrière totaal               | Carrière totaal | Carrière totaal | Carrière totaal     | 23         | 6          | 0     | 0     | 0              | 0              | 0      | 0      | 23     | 6      |
| Bijgewerkt tot 1 oktober 2014 |                 |                 |                     |            |            |       |       |                |                |        |        |        |        |

## Erelijst

### MetNederland –19
| Internationaal        |    |      |
| Europees Kampioen –19 | 1× | 2014 |